# N-苯基哌啶
N-苯基哌啶是一种有机化合物，化学式为C11H15N。它可由哌啶和溴苯在叔丁醇钾和钯催化剂存在下反应制得，它也可以苯胺和1,5-二溴戊烷为原料，在碳酸钾、碘化钠存在下于乙腈中回流反应得到。它可以被间氯过氧苯甲酸氧化为N-苯基哌啶-N-氧化物。